# Die Erlöser AG
Die Erlöser AG ist ein gesellschaftskritischer Roman von Björn Kern aus dem Jahr 2007, erschienen bei C.H.Beck. Der Autor entwirft darin ein Zukunfts-Szenario, in dem aktive Sterbehilfe legal ist.

## Inhalt
Auf einer tumultartigen Bundespressekonferenz wird die Abschaffung von Paragraph 216 Strafgesetzbuch verkündet. Aktive Sterbehilfe ist damit legal. Auf der Konferenz treffen Hendrik Miller, Mitglied der Ethikkommission an der Berliner Charité, und der verkrachte Journalist Paul Kungebein aufeinander. Gemeinsam gründen sie die „Agentur Miller Kungebein“ (im Volksmund „Die Erlöser AG“ genannt), die Sterbewilligen einen sanften Tod ermöglichen soll. Hintergrund des Geschehens ist ein Berlin der nahen Zukunft, in dem sich der demographische Wandel zugespitzt hat. Der gesamte Westteil der Stadt ist zu einem Bezirk für Kranke und Alte geworden.
Erste Patientin ist die fast hundertjährige Elsa Lindström. Die demente Frau hatte ihren Sterbewunsch juristisch belastbar artikuliert. Umstritten ist jedoch eine weitere Patientin, die am Locked-in-Syndrom leidet, sich also nur über Bewegungen ihres Augenlides artikulieren kann. Ihr Tod ruft die Staatsanwaltschaft auf den Plan und bringt Paul Kungebein in Untersuchungshaft. Die Vorwürfe stellen sich als unbegründet heraus. Während der Untersuchungshaft hat Paul Kungebeins Vater Victor, seinerseits dement, das gemeinsame Loft verwüstet. Paul Kungebein steht vor der Frage, ob auch der eigene Vater Patient der „Erlöser AG“ werden soll, obwohl der seinen Willen bereits nicht mehr artikulieren kann. Das Buch hat ein offenes Ende, in dem Hendrik Millers Allmachtsphantasien karikiert werden, auch eine Stellungnahme pro oder contra Sterbehilfe bleibt offen.

## Kritik
Während der Roman 2007 mit dem Brüder-Grimm-Preis der Stadt Hanau ausgezeichnet wurde, führte ein Auszug daraus, den Björn Kern beim Klagenfurter Wettbewerb um den Ingeborg-Bachmann-Preis vorlas, zum Eklat zwischen den Jurymitgliedern Iris Radisch und Karl Corino. Die expliziten Schilderungen körperlichen Elends führten zu teils polemischer Ablehnung. Die Frankfurter Allgemeine Sonntagszeitung urteilte dazu: „Einer der wenigen Texte mit einem gewissen Tempo – und prompt fühlte sich [die Jury] erpresst von der Anschaulichkeit“ (3. Juli 2007). Entgegen Klagenfurter Gepflogenheiten mischte sich Björn Kern in die Diskussion ein und betonte als ehemaliger Zivildienstleistender, dass er nicht übertreibe. In der Oktoberausgabe der Zeitschrift Bücher hieß es: „Mit seinem Auftritt sorgte Björn Kern in diesem Jahr für den einzigen echten Moment der Unruhe beim wichtigsten deutschsprachigen Literaturpreis, dem Ingeborg-Bachmann-Wettbewerb in Klagenfurt. Die Wut der Erfahrung trifft auf die schöngeistigen Formvorstellungen des Literaturbetriebs.“

## Pressestimmen
„Mit feinen Porträts, genauen Schilderungen des Leids alter, kranker Menschen und einem genauen Blick für ein brisantes Thema hat der Autor einen erschütternden Roman geschrieben, der auch das eigene Leben berührt.“

„Eine satirische Zukunftsvision mit orwellschen Zügen.“

„Er schildert das Leiden dieser vernachlässigten Alten, dieser Dementen, so eindringlich, so gefühlvoll, er geht so nah dran, mit so viel Empathie auch, dass einem beim Lesen fast der Atem stockt.“

„Kerns Groteske provoziert extreme Gefühle beim Leser, vor allem angesichts der Tatsache, dass seine Geschichte durchaus im Bereich des einmal Möglichen liegt.“

„Man könnte dieses Buch fast einen Skandal nennen.“

„Mit knallharten Worten formuliert der junge Autor eine Warnung an die Adresse der moralisch defekten Wohlstandswelt, sich mit der Frage von Leben und Sterben verantwortlich und realistisch auseinanderzusetzen.“

„Überhaupt ist der Roman völlig frei von falschem Pathos oder hohlen Betroffenheitsfloskeln. Vielmehr arbeitet er mit verschiedenen Erzählperspektiven eindrucksvoll heraus, dass es in der Diskussion um aktive Sterbehilfe keine Lösung geben kann und wohl auch keine Lösung geben darf.“

## Verfilmung
Der Roman wurde 2011 unter dem Titel Komm, schöner Tod für das ZDF verfilmt. Produzentin war Regina Ziegler, Regie führte Friedemann Fromm; in den Hauptrollen spielen Anna Loos und Herbert Knaup.